# Herman Thorn
Pour les articles homonymes, voir Thorn.
Herman Thorn (24 décembre 1783–31 juillet 1859) est un riche propriétaire et officier américain, colonel de l'armée de terre des États-Unis.

## Biographie
Fils de Samuel Thorn et d'Helena Van Slyck (mariés le 26 avril 1778 à Schenectady, NY), Herman Thorn naît le 24 décembre 1783 à Palatine, NY. Il meurt le 31 juillet 1859 dans sa maison de la ville de New York.

### L’US Navy
Herman Thorn est un temps officier au sein de l'US Navy. Durant la guerre de 1812 (1812-1815), il est ainsi trésorier du bord (purser) sur la frégate USS Constellation (1813), premier navire de l'US Navy à entrer en service, puis sur le sloop Peacock (1814). Servant sous les ordres du commodore Berron, c'est à la suite de difficultés à bord, qu'il se retrouve finalement à New York.
Officier de Marine, on ne sait d'où lui vient son grade de colonel.
Deux de ses frères sont également officiers de Marine. Le capitaine Jonathan Thorn (en) (8 janvier 1779 à Schenectady -6 juin 1811 à Nootka Harbor, île de Vancouver, Colombie-Britannique) donnera son nom à deux navires de l'US Navy: USS Thorn DD647 (1943-1946) et USS Thorn DD988 (1980-2004). Et Robert Livingston Thorn (4 mars 1782-18 août 1827) est chirurgien à bord de l'USS Constellation durant la guerre de 1812.
Herman Thorn est enfin le père du capitaine Herman Thorn Jr. (22 mars 1823 à New York-16 octobre 1849 près de Yuma, Arizona). Officier (Brevet Captain) dans l'US Army au sein du 2e régiment d'infanterie, il s'illustre dans la bataille de Molino del Rey durant la phase finale de la guerre américano-mexicaine. Il meurt en traversant le fleuve Colorado, alors à la tête d'une unité des First Dragoons (premier régiment de cavalerie) responsable de l'escorte du nouveau percepteur de Californie du Nord. Un fort établi par le 3e régiment d'infanterie le 24 décembre 1853 sur les bords du río Grande, près de Salem (Nouveau-Mexique), porte son nom.

### New York
Herman Thorn passe une grande partie de sa vie à New York.
Il se marie le 1er octobre 1810 avec Jane Mary Jauncey (1788-2 octobre 1873 à New York), riche héritière de New York, qui lui donne 14 enfants. C'est d'elle que vient l'essentiel de sa fortune. Elle est la fille de John Jauncey, dont le frère William Jauncey (mort en 1818) immensément riche leur légua toute sa fortune. Leur père James possédait par ailleurs en 1757, six bateaux corsaires totalisant 66 canons.
Herman Thorn hérite ainsi (non sans quelques procédures judiciaires) de nombreuses propriétés aux États-Unis et en Angleterre. On y trouve par exemple une immense parcelle sur l'île de Manhattan, couvrant toute la zone située entre la 89e et la 94e rue, et la 8e et la 10e avenue. La vente aux enchères en 1860 de cette propriété connue sous le nom de Elmwood Farm près de 25 fois le prix payé par Jauncey en 1798 en fait une des ventes record de cette époque.
Avant de partir pour Paris, Herman Thorn habite quelques années dans la maison construite par Alexander Hamilton et connue sous le nom de The Grange. Elle est située au 237 West 141 Street.
À son retour de Paris, il fait construire (1846-1848) une somptueuse maison au 22 West 16th street. Les architectes sont Joseph Trench et John B. Snook, également concepteurs du A.T. Stewart Dry Goods Store (1846), situé sur Broadway et premier grand magasin des États-Unis. Cette demeure est considérée comme l'une des premières de style néo-Renaissance italienne à New York. Durant sa construction, le United States Magazine and Democratic Review la qualifie de « incontestablement la demeure privée la plus raffinée du pays ».
C'est dans cette maison que meurt Herman Thorn en 1859.

### Le passage à Paris
Herman Thorn connait la notoriété durant les années qu'il passe à Paris de 1825 à 1848. Il y loue en effet l'hôtel Matignon, rue de Varenne, dans lequel il organise de somptueuses réceptions auxquelles se presse tout le Paris du faubourg Saint-Germain.
Les services religieux (épiscopaliens) qu'il organise dans le pavillon de jardin de l'hôtel Matignon sont à l'origine de la création de la cathédrale américaine de Paris.
En octobre 1835, sa fille aînée, Angelina Thorn, épouse le Comte Louis de Pau.
En 1838, sa 4e fille, Mary Thorn, épouse le Baron Camille de Varaignes du Bourg, Préfet du Palais de Napoleon III. De cette union naissent 2 enfants : Theodore Camille Varaigne du Bourg - officier dans le regiment des guides mort lors de la bataille de Sedan - et Jeanne Marie Camille Varaigne du Bourg qui épousa Marc Edgar Bourdon de Vatry et postérité.
Le 7 juin 1842, sa fille Jane Mary Thorn (6 mars 1821 à Schenectady, NY - 7 février 1873 à Anché) épouse le baron Eugène-Stéphane de Pierres (7 juin 1818 à Chinon - 9 septembre 1876 à Anché), Premier écuyer de l'impératrice Eugènie, et député de la Mayenne de 1863 à 1870. La proximité de son époux avec le couple impérial fait de la fille de Herman Thorn, l'une des dames de compagnie de l'Impératrice. On peut la voir au côté de l'Impératrice sur le fameux tableau L'Impératrice Eugénie entourée de ses dames d'honneur de Winterhalter. Son portrait photographique encadré ainsi que celui de son époux, provenant de leur descendance australienne, sont exposés au château des Brétignolles.
Le 25 août 1845, sa fille Alice Adele Thorn (25 février 1825 à New York - 20 novembre 1874 à New York) épouse le baron Amédée d'Audebert de Férussac (9 juillet 1817 - 29 novembre 1897 à Pleurs (Marne)). Il est le fils du militaire et scientifique André d'Audebard de Férussac. La cérémonie a lieu en l'église Sainte-Clotilde ainsi qu'à l'ambassade des États-Unis à Paris. De cette union naissent quatre enfants : Alice, née le 5 août 1846 à Albany et qui épousera George Mansfield en Irlande, Amédée né en 1848, Louis en 1853 et Henriette (1855-1919) qui épousera Albéric Parent, à Paris le 25 mai 1880.

## Ses origines

### La famille Thorn
Son père, Samuel Gilbert Thorn (27 septembre 1754 à Poughkeepsie, NY –12 août 1823 à Flushing, NY), est le fils de Jonathan Thorn et Catherine Livingston.
Il a été Minuteman au sein de l'Armée continentale durant la guerre d'indépendance des États-Unis.
Herman Thorn est de la sixième génération de descendants de William Thorn. Né dans le Dorset en Angleterre en 1617, ce dernier arrive en 1635 à Lynn, Massachusetts, Nouvelle-Angleterre, à bord du bateau Confidence. Il est déclaré freeman de la colonie de la baie du Massachusetts  le 2 mai 1638.
William Thorn quitte quelques années plus tard la Bay Colony pour Long Island en Nouvelle-Néerlande, colonie alors gérée par la Compagnie néerlandaise des Indes occidentales. Proche de Deborah Moody, il est à la tête d'une des 17 familles anglaises à l'origine de la création des villes de Gravesend (1643) et Flushing (1645). Il est également le 3e signataire de la remontrance de Flushing (27 décembre 1657), considérée comme le point de départ de la liberté de religion dans le Nouveau Monde.
Plusieurs générations de quakers se suivent ensuite.

### La famille Van Slyck
Sa mère, Helena Van Slyck (5 août 1759 à Schenectady -10 janvier 1845 à New York), est la fille d'Adam Van Slyck (né le 5 mars 1721) et de Catharina Van Epps (16 novembre 1723-30 juin 1793 à Schenectady).
Adam Van Slyck est le descendant de Cornelis Antonissen Van Slyck (1604 à Breuckelen, Hollande-1676 à Canajoharie). Arrivé en 1634 à Nouvelle-Amsterdam (New York), il épouse en 1640 Ots-Toch (née en 1622), fille d'une squaw Mohawk et de Jacques Hartell ou Hertel (1603 à Fécamp, France-1651 à Trois Rivière). Cornelis contribue en 1661 à la fondation de Schenectady, dont il est l'un des 15 premiers habitants (en:settlers).

## Sources
- Naval Register: Printed by Order of the Secretary of the Navy. August 1815, Washington, D.C.
- A General Register of the Navy and Marine Corps of the United States. Officers of the Navy, to whom thanks, medals and swords have been voted by Congress. 1848, Washington, D.C.

- Norman Leslie; A Tale of the Present Times (1835) de Theodore S. Fay. Dedication to Colonel Herman Thorn.
- Our New Houses, The United States Democratic review (Volume 21, Issue 113, November 1847). Pages 393-394
- As I remember; recollections of American society during the nineteenth century (1911) de Marian Campbell Gouverneur. Chapitre 4: Life and experiences in the metropolis.
- The New York Times. Archives 1853, 1859, 1911.

- Le Faubourg Saint-Germain sous l'Empire et la Restauration (1949) de Jules Bertaut

- Schenectady County, New York: Its History to the Close of the Nineteenth Century (1902) de Austin A. Yates. Chapitre 24: Genealogy. Pages 223-225 et 234-236.
- History of the Mohawk Valley: Gateway to the West 1614-1925 (1925) de Nelson Greene. Chapitre 12: History of Albany, the Mohawks and the Mohawk Valley, 1614-1664. Pages 203-219